# Lac Jingpo
Le lac Jingpo (chinois simplifié : 镜泊湖 ; chinois traditionnel : 鏡泊湖 ; pinyin : jìng pō hú ; litt. « lac de l'étang-miroir ») est un lac des monts Wanda dans la province du Heilongjiang au nord-est de la Chine. Au Sud du lac, un barrage est établi le long de la route nationale 11 et 201 (G11/G201).
La rivière Mudan le traverse du sud-ouest, en provenance de la province du Jilin, vers le nord. Sur sa partie au nord du lac, la rivière comporte la chute d'eau Diaoshuilou (吊水楼瀑布).
Ce lac a donné son nom à l'un des lacs de Titan : le Jingpo Lacus

## Parc national du lac Jingpo

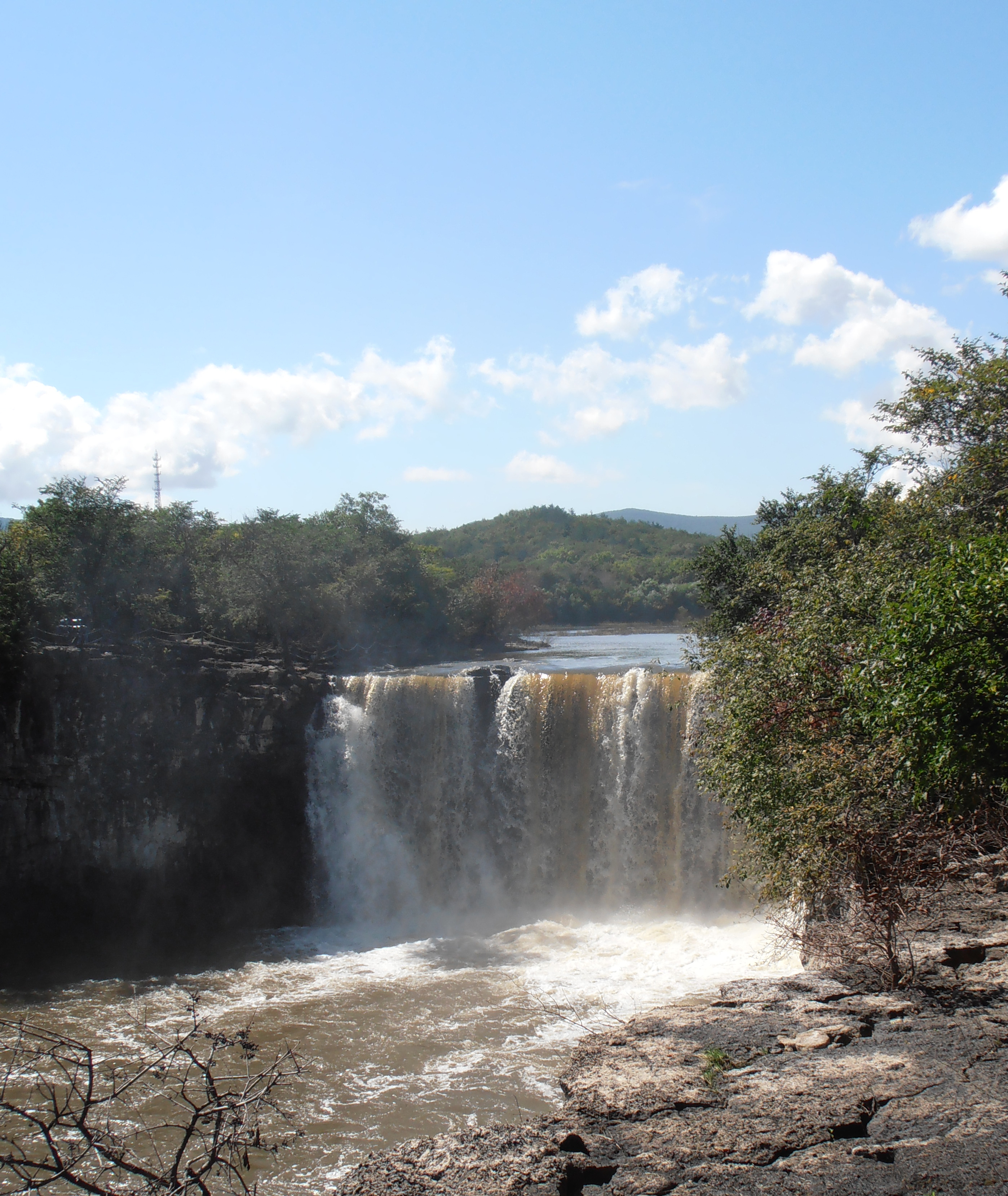
Chute Diaoshuilou

Le parc paysager du lac Jingpo (镜泊湖风景名胜区) a été proclamé parc national le 8 novembre 1982.